# Podenco ibicenco
Il podenco ibicenco è una razza di cane spagnola, autoctona dell'isola di Ibiza nelle Baleari. È una razza molto antica, di tipo primitivo, che viene fatta risalire all'antico cane rappresentato nelle tombe egizie del 3.400 a.C.
È la più diffusa razza di cani da caccia delle Isole Baleari e si avvicina molto all'essenza stessa del cane da caccia al coniglio.
Viene usato in mute anche numerose, preferibilmente di femmine, su tutti i tipi di terreno per la caccia al coniglio e piccoli animali; soprattutto nei Paesi catalani e nella Francia meridionale.
La razza è anche nota con i nomi di: Ibizan Hound, Podenco Ibicenco, Ca Eivissenc, Balaeric, Chien de garenne des Baléares, Podenco d'Ibiza.

## Caratteristiche fisiche
Il Podenco è un cane di taglia media con un aspetto snello e muscoloso. Ha un corpo agile e leggero, ideale per la caccia e il movimento rapido. Ha orecchie grandi, erette e appuntite, che gli conferiscono un’aria vigile e attenta. Il muso è lungo e sottile, con occhi piccoli e a mandorla che esprimono vivacità. La coda è sottile e di media lunghezza. La pelliccia può variare a seconda della varietà, passando da corta e liscia a leggermente ruvida, e si presenta in diversi colori, come bianco, marrone o combinazioni di questi.

## Storia

### Origini
Tutti gli autori concordano sulla origine egiziana di tale razza (cane tesem); insieme al fatto che si sia trasferita dall'Africa alle isole Baleari grazie ai Fenici ed ai Cartaginesi già a fin dal VII secolo a.C..
Recenti studi genetici sconfessano, però, questa ipotesi sull'origine della razza.

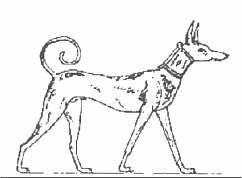
Cane tesem

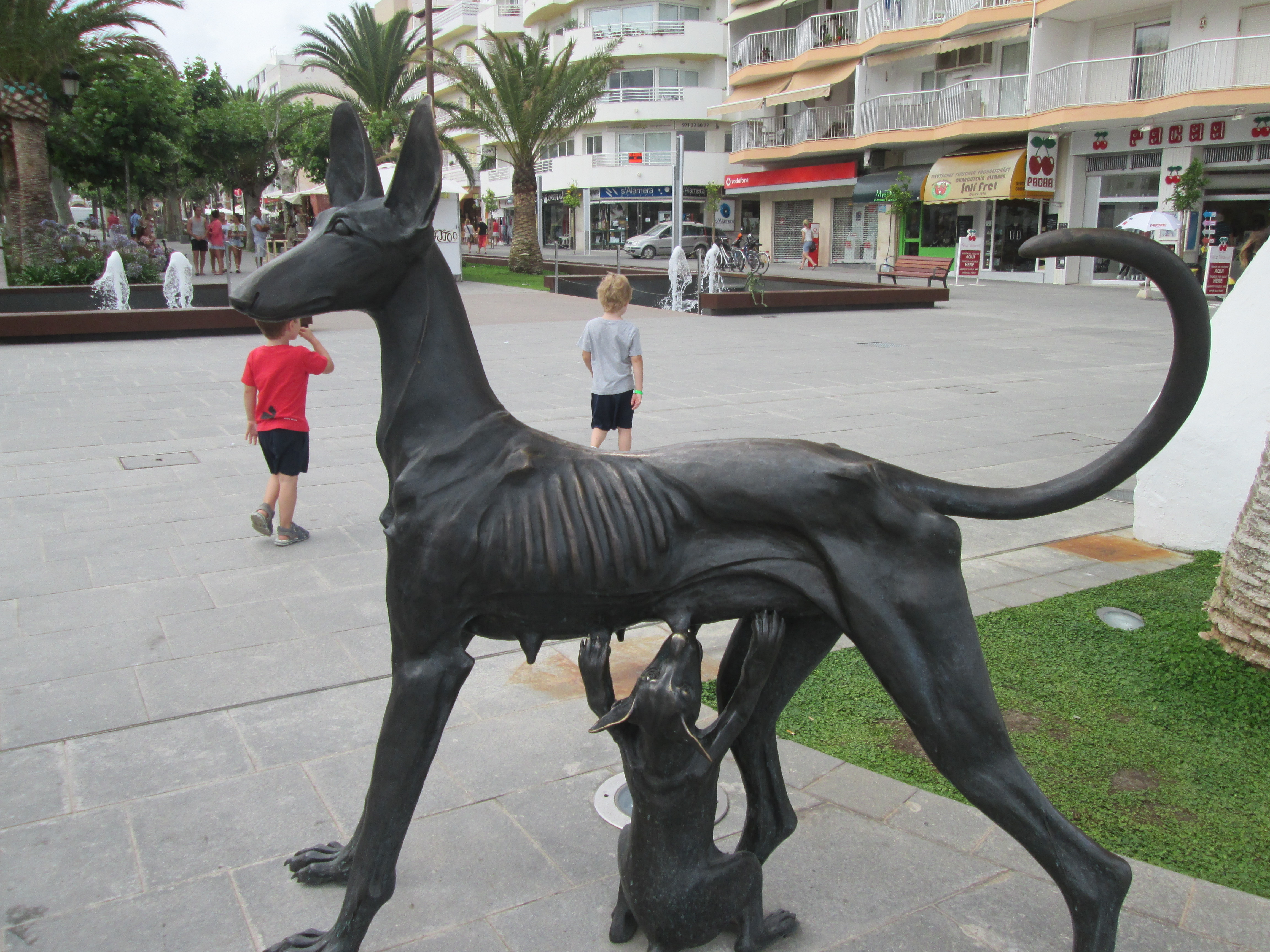
Una delle statue dedicate al Podenco ibicenco a Santa Eulària des Riu, comune dell'isola di Ibiza

Il podenco ibicenco nel corso dei secoli ha subito ogni tipo di incroci legati al miglioramento dell'attività della caccia, che hanno portato alla conformazione ed attidudine che oggi conosciamo.
Tutto questo ha contribuito a renderela razza come la più diffusa nell'arcipelago; ed oggi, anche, a livello internazionale è una delle razze spagnole più conosciute.
Nonostante le origini siano di tutte le isole delle Baleari: Maiorca, Minorca, Ibiza e Formentera, la razza è conosciuta come cane di Ibiza o Ca Eivissenc (Ibiza è tradotta in catalano come Eivissa), mentre nella madre patria è conosciuto come Cane di Maiorca dalla più grande isola dell'arcipelago delle Baleari.

### XX secolo
Nel 1982, è stato creato il libro genealogico della razza presso Club Español de Perro Podenco.
Il numero dei cani presenti nelle Baleari si stima essere al marzo 2003, in oltre 10.000 esemplari; sono presenti, inoltre, nelle isole Baleari numerose associazioni di allevatori appassionati della razza.

## Descrizione
Il podenco ibicenco è un cane elegante e molto rustico, di grande agilità e forza fisica e con un talento straordinario per la caccia. Le proporzioni trasmettono un'immagine di funzionalità ed armonia complessiva ai fini dell'attività venatoria, la forma generale è alta e allungata.
Anche se è un cane elegante nelle forme ha un'ossatura molto solida. Tipiche le orecchie verticali triangolari con ampia base.

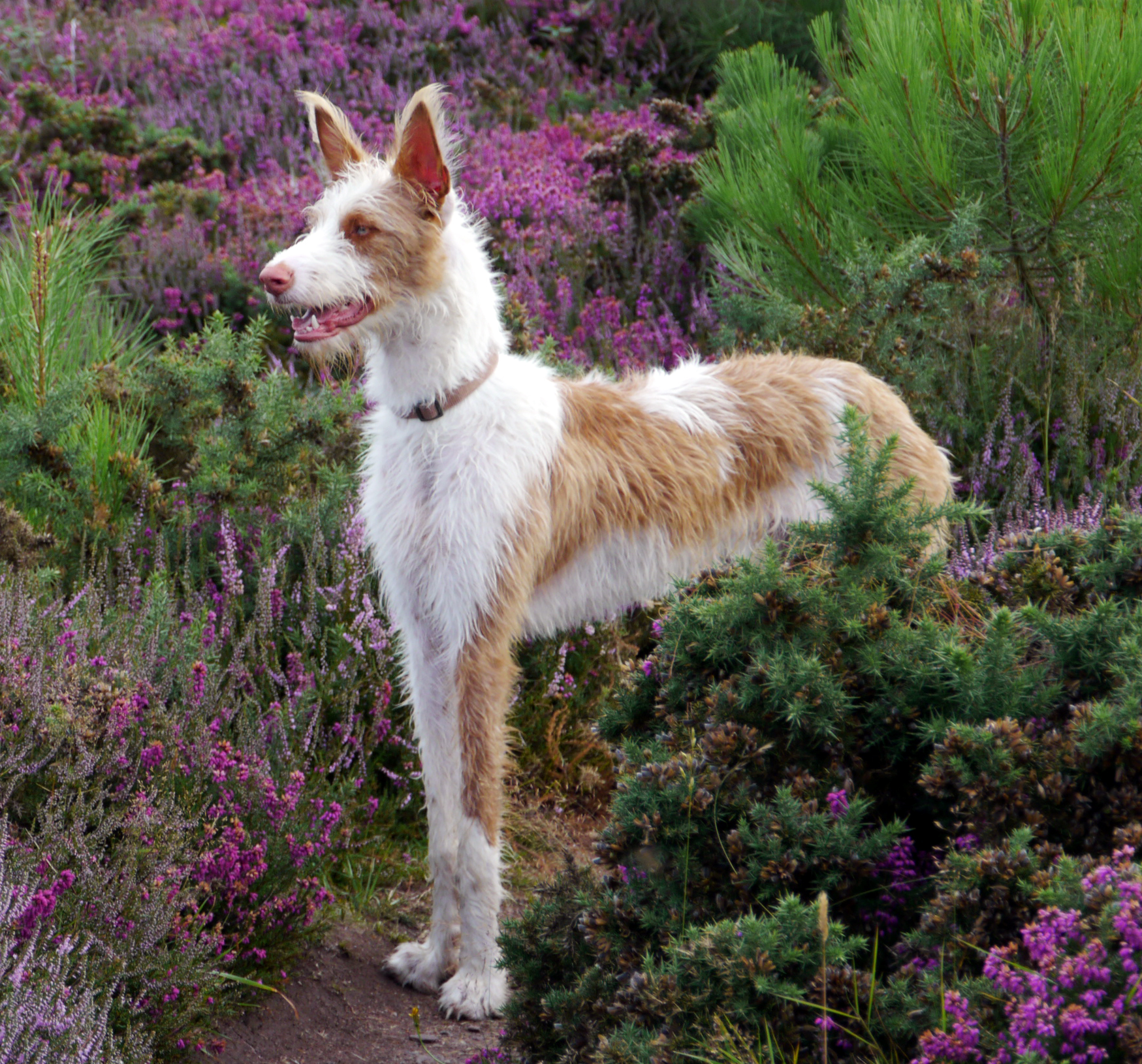
Podenco ibicenco: esemplare a pelo duro

Il pelo è liscio e raso di colore bianco o rosso o una combinazione dei due; esiste anche una varietà a pelo duro.
Gli occhi di color ambra esprimono attenzione ed intelligenza; è un cane riservato che entra in confidenza con il proprio padrone. È un cane che può vivere in appartamento ma non è molto indicato per i bambini.
Solitamente è usato per la caccia al coniglio e lepre, alla pernice e raramente anche per la caccia alla grossa selvaggina. Abilissimo nello scovare le prede grazie all'olfatto acutissimo, solitamente caccia in mute.
Questa razza è molto simile al Pharaoh Hound, al cirneco dell'Etna, al Portuguese Podengo e al podenco canario, ma tra tutte queste è la più grande. Secondo la FCI appartiene al gruppo dei cani di tipo primitivo.

## Standard
Il podenco ibicenco è riconosciuto dalle seguenti organizzazioni cinologiche internazionali:
- Fédération Cynologique Internationale (FCI) dal 26/05/82[10],
- Continental Kennel Club[11],
- American Kennel Club[12] dal 1978,
- United Kennel Club[13] dal 1979,
- The Kennel Club UK[14],
- Canadian Kennel Club[15],
- National Kennel Club[16],
- New Zealand Kennel Club[17],
- Australian National Kennel Council[18],

## Patologie
Il podenco ibicenco ha un'aspettativa di vita media di circa 15-18 anni. È una razza molto robusta, ma alcuni esemplari possono mostrare patologie genetiche come:
- Distrofia Assonale
- Epilessia
- Malattie dei nervi e muscoli[19]

## Galleria d'immagini

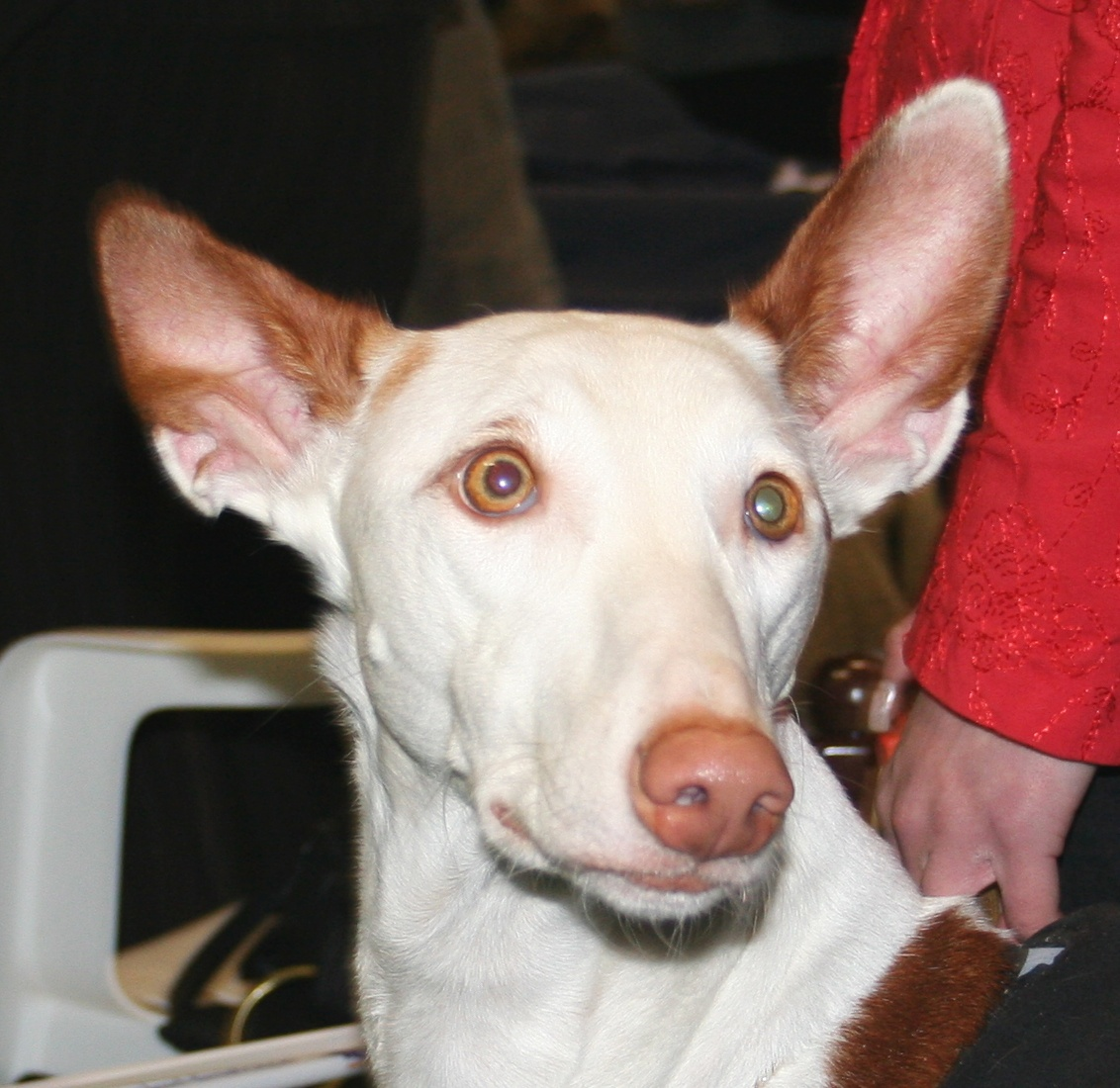
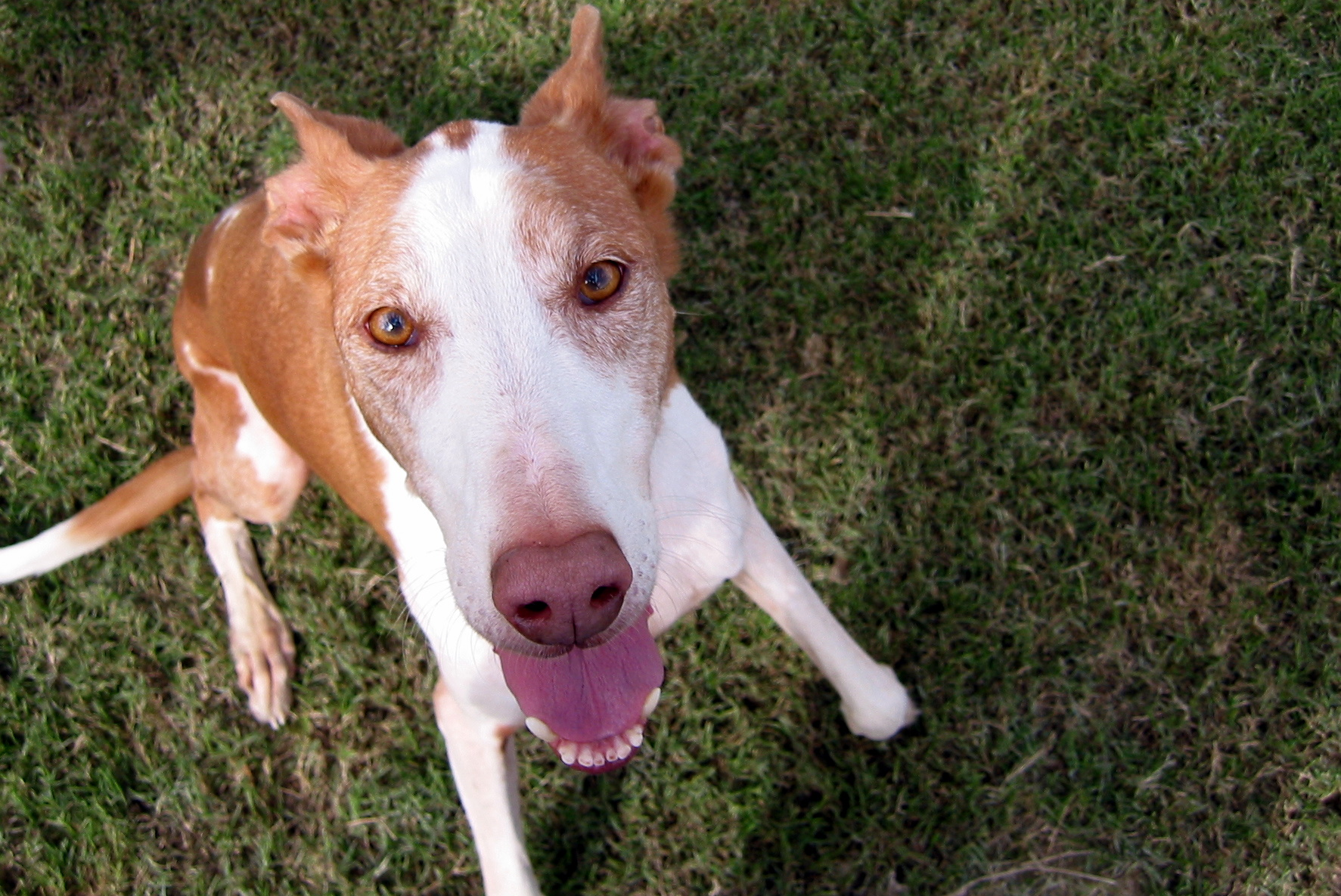
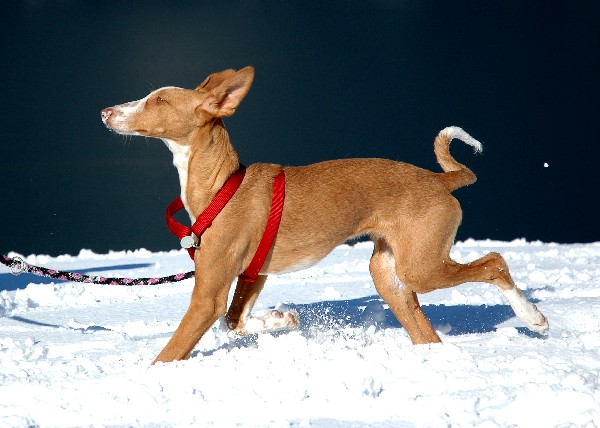